# Meerling

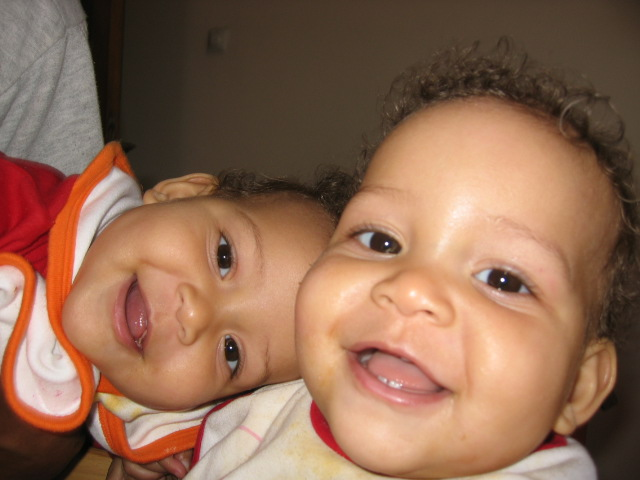
Eeneiige tweeling

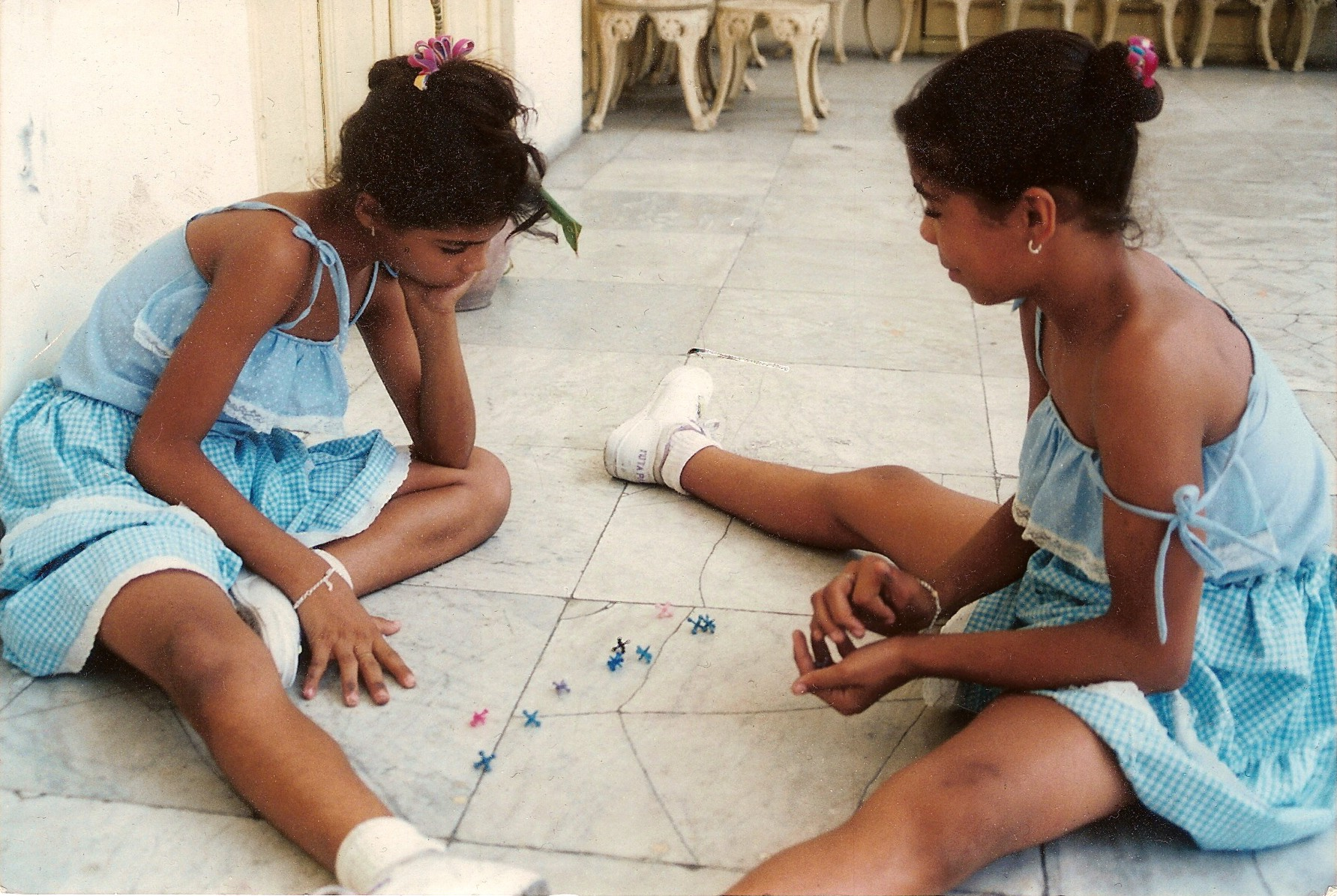
Eeneiige tweeling

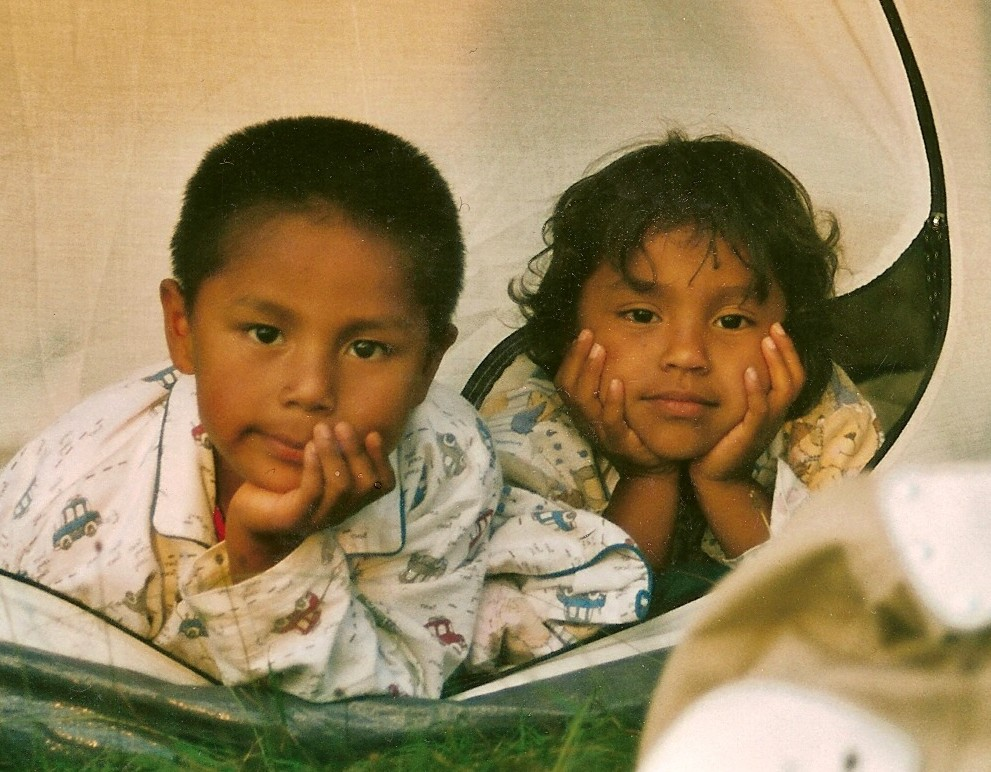
Twee-eiige tweeling

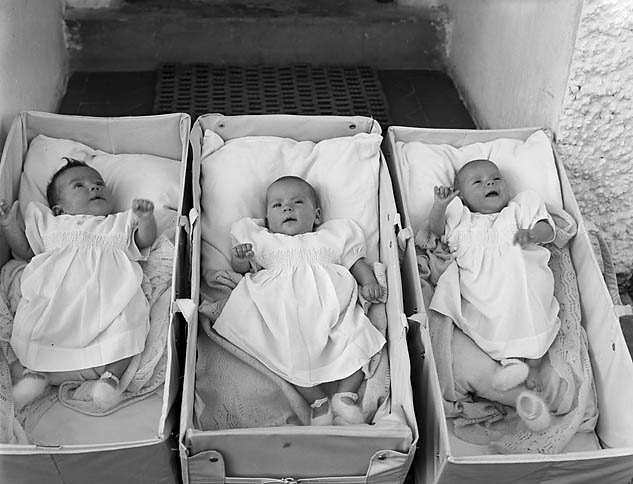
Drieling geboren binnen 12 minuten na elkaar

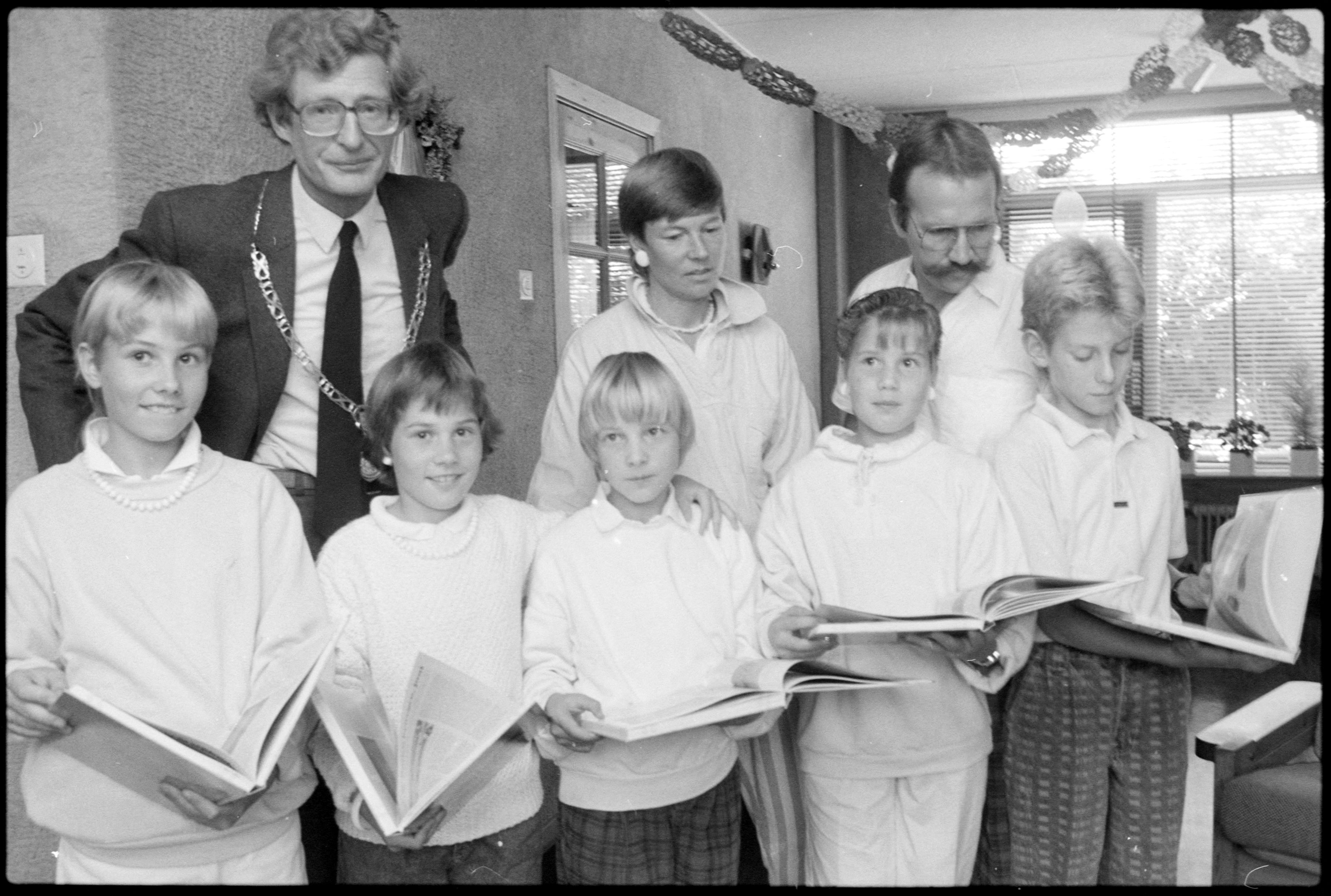
Vijfling in Heemskerk jarig, 1987

Een meerling is een aantal kinderen die tegelijkertijd zijn verwekt en gedragen in dezelfde baarmoeder gedurende de zwangerschap. Meestal worden de leden van een meerling geboren op dezelfde dag. Een meerling bestaande uit twee personen is een tweeling, een meerling bestaande uit drie personen een drieling, enzovoorts.

## Typen meerlingen
Er wordt onderscheid gemaakt tussen eeneiige (monozygote, DNA identiek) en meereiige meerlingen (polyzygote, niet-identiek). Ook combinaties komen voor, zoals een twee-eiige drieling.

### Meereiig
Een meereiige meerling ontstaat wanneer bij de eisprong twee of meer eicellen tegelijk rijpen en bevrucht raken. De kinderen die hieruit geboren worden lijken gemiddeld evenveel op elkaar als gewone broers en zussen, met als enig verschil dat ze even oud zijn. De kans op een meereiige meerling is afhankelijk van het ras en de conditie van de moeder: een goede voedingstoestand en een wat hogere leeftijd maken de kans groter. Maar vooral follikelstimulatie (zie ook in-vitrofertilisatie) maakt de kans op een meerling groot; zelfs zes- of zevenlingen komen dan voor. Een bijzonder geval van een twee-eiige tweeling ontstaat wanneer twee eicellen na de bevruchting samensmelten en zo een chimaera vormen. Een andere zeldzaamheid is dat bij een tweeling de bevruchting niet ongeveer gelijktijdig heeft plaatsgevonden maar dat er een maand tussen zit.

### Eeneiig
Een eeneiige meerling ontstaat als een enkele zygote (bevruchte eicel) zich na een aantal celdelingen splitst in twee (of soms nog meer) losse embryo's. In ongeveer een derde van de gevallen gebeurt die splitsing binnen drie dagen na de bevruchting en heeft ieder embryo een eigen placenta en vruchtzak (dichoriaal-diamniotisch). Deze zwangerschappen zijn alleen naderhand door DNA-onderzoek van twee-eiige zwangerschappen te onderscheiden.
In ongeveer twee derde van de gevallen vindt de splitsing tussen drie en acht dagen plaats en delen de embryo's wel de placenta maar niet de vruchtzak (monochoriaal-diamniotisch). In ongeveer een procent van de gevallen vindt de splitsing tussen acht en twaalf dagen na de bevruchting plaats en delen de embryo's zowel placenta als vruchtzak (monochoriaal-monoamniotisch). Bij een splitsing na meer dan twaalf dagen is meestal die splitsing niet volledig en ontstaat een Siamese tweeling. Dit is zeer zeldzaam. Bij eeneiige meerlingen komen ook andere aangeboren afwijkingen wat vaker voor. Ook tijdens de ontwikkeling kunnen problemen ontstaan, vooral wanneer de meerling de placenta deelt: in dat geval kan het gebeuren dat het bloed van de één wordt doorgesluisd naar de ander (tweelingtransfusiesyndroom).
Het ontstaan van eeneiige tweelingen is vrijwel onafhankelijk van ras, voedingstoestand, leeftijd enzovoorts en komt bij ongeveer 1 op de 250 zwangerschappen voor.
Zeker op jonge leeftijd zijn eeneiige meerlingen moeilijk van elkaar te onderscheiden. Ze hebben in elk geval hetzelfde geslacht. Ook komt spiegelsymmetrie voor, waarbij het ene kind linkshandig is en het andere rechtshandig of zelfs waarbij de inwendige organen van de een gespiegeld liggen ten opzichte van de ander (zie situs inversus).
Toch komt het in zeer uitzonderlijke gevallen voor dat een eeneiige tweeling van verschillend geslacht is. Dit komt bijvoorbeeld voor in het geval dat de twee bevruchte cellen drie geslachtschromosomen meekrijgen. In dit geval kan bij het ene embryo een XX (meisje) ontstaan en bij het andere embryo een XY (jongen) ontstaan. Er zijn gevallen bekend dat dit gebeurd is, maar de kans hierop is minimaal. J.H. Edwards e.a. beschreven in 1966 het geval van een tweeling met mozaïcisme (XO/XY) waarbij de één zich ontwikkelde als meisje met het syndroom van Turner en de ander als (vrijwel normale) jongen.

## Voorkomen
Wereldwijd werden in de jaren 2010 jaarlijks ongeveer 1,6 miljoen tweelingen geboren. Daarmee is één op de 42 borelingen deel van een tweeling, dat is een derde meer dan in de jaren 1980. De Radbouduniversiteit, de Universiteit van Oxford en INED, het Franse instituut voor Demografische studies, publiceerden op 12 maart 2021 een onderzoek met deze uitkomst. De stijging wordt toegeschreven aan de hogere leeftijd van de moeders en het vaker toepassen van vruchtbaarheidsbehandelingen.

#### Twee- of meerlingenonderzoek
Omdat het genetisch materiaal van eeneiige tweelingen gelijk is, worden eeneiige tweelingen vaak in wetenschappelijk onderzoek gebruikt om onderscheid te kunnen maken tussen genetische en omgevingsfactoren op de ontwikkeling van de mens, bijvoorbeeld op het gebied van gedragsstoornissen, taalverwerving en gezondheid. Vooral apart opgegroeide eeneiige tweelingen zijn voor zulk onderzoek bijzonder goed bruikbaar. Het komt echter natuurlijk niet vaak voor dat een tweeling gescheiden opgroeit, hoewel in de VS een aanzienlijk cohort bestaat van tweelingen die na de geboorte bij twee verschillende gezinnen zijn geadopteerd.
Een voorbeeld van een controversieel en ongepubliceerd onderzoek bij meerlingen is de Twin Study in de VS van psychiater Peter Neubauer. Voor zijn onderzoek liet hij tweelingen en drielingen in het geheim van elkaar scheiden om te kijken hoe mensen worden wie ze zijn: door genetische aanleg of door opvoeding (nature-nurture)?

## Herkenning
Vooral bij eeneiige tweelingen hebben ouders het probleem hoe ze de kinderen van elkaar kunnen onderscheiden. Sommige ouders gebruiken consequente kleuren: het ene kind draagt altijd rood en het andere altijd blauw. Er zijn echter ook ouders die vinden dat beide kinderen altijd hetzelfde moeten dragen.
Verschillende kleding is natuurlijk niet voldoende. Om de kinderen ook te herkennen als ze bloot zijn, kan men een permanente markering gebruiken: een gelakte nagel of een verschillende haarlengte. Die markering moet natuurlijk wel onderhouden worden. Naarmate de kinderen ouder worden, ontstaan er vanzelf permanente verschillen, zoals een moedervlek of scheefstaande tand.

## Complicaties bij meerlingzwangerschap

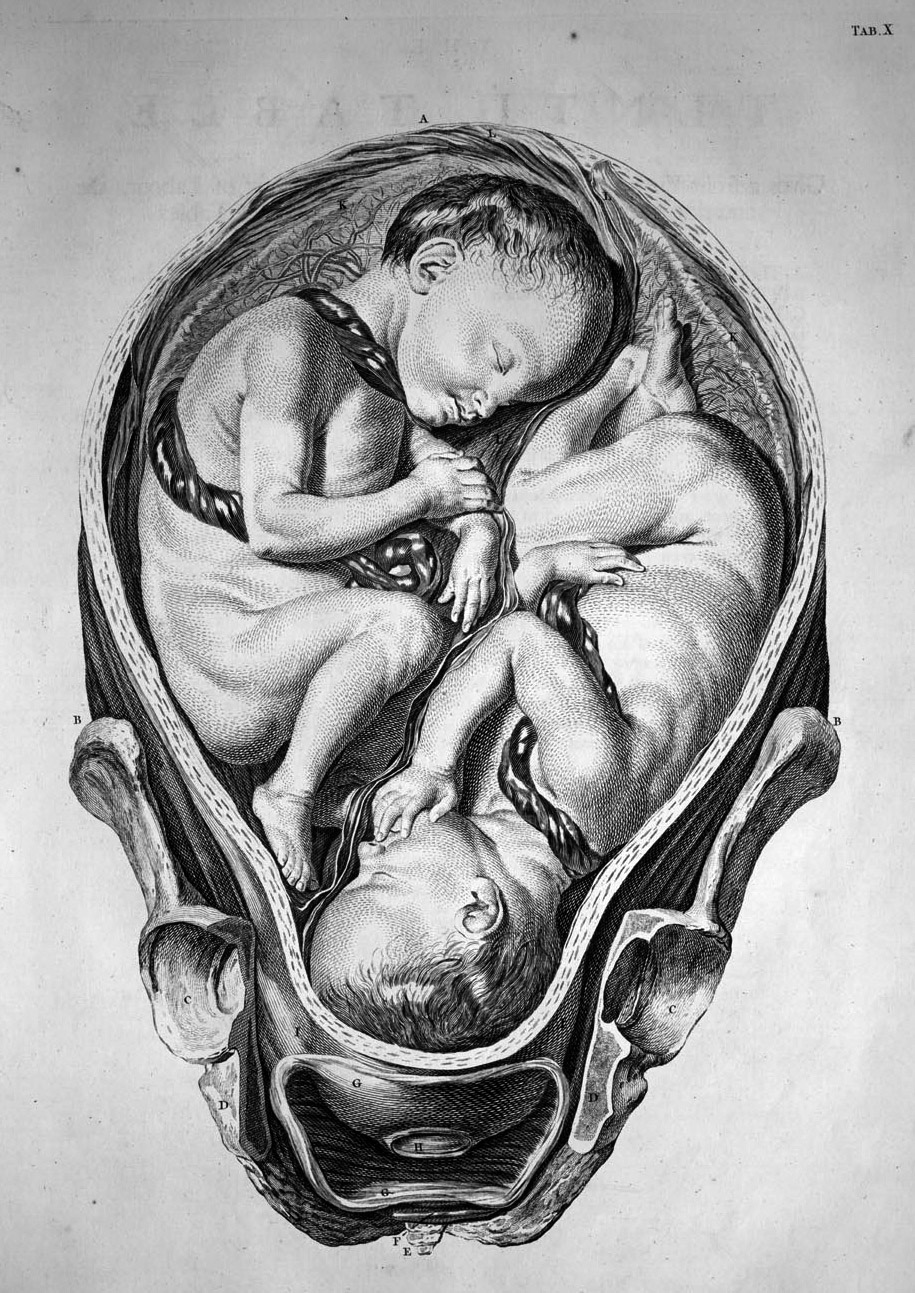
Een tweeling tijdens de zwangerschap

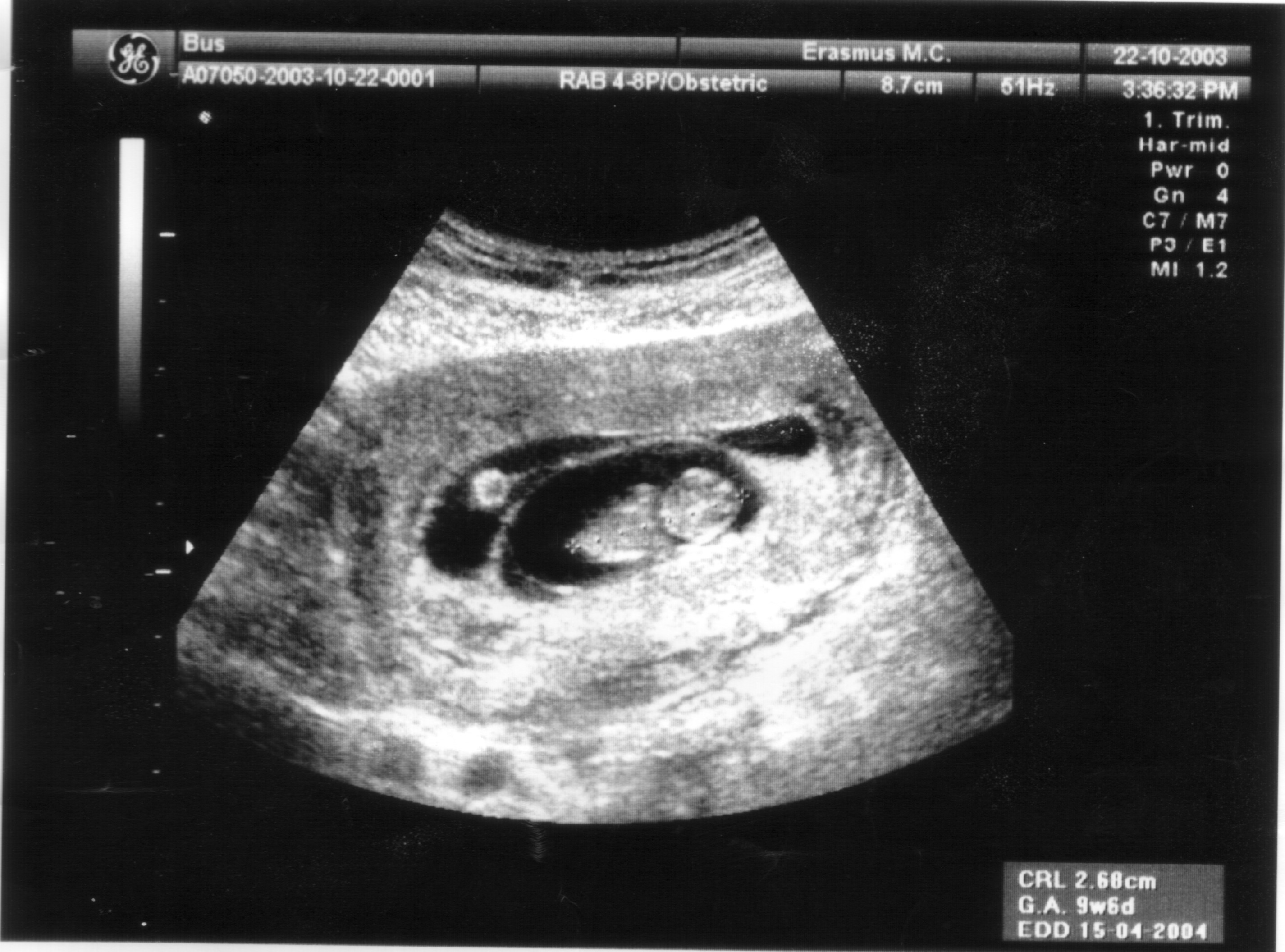
Twee-eiige tweeling: delta sign goed zichtbaar

- Foetale complicaties: vroeggeboorte, groeiachterstand, aangeboren afwijkingen, transfusie van bloed onderling (transfuseur-transfusé-syndroom, ook bekend als het tweelingtransfusiesyndroom (TTS) of in het Engels: twin-to-twin transfusion syndrome (TTTS)), navelstrengverknoping.
- Complicaties bij de moeder: zwangerschapsmisselijkheid (hyperemesis gravidarum), hypertensie (zwangerschapshypertensie), bloedarmoede (anemie), zwangerschapssuikerziekte (zwangerschapsdiabetes), te veel vruchtwater (polyhydramnion), voorliggende moederkoek (placenta praevia), urineweginfecties.
- Complicaties bij de bevalling: liggingsafwijkingen (stuitligging, dwarsliggen), navelstrengcompressie, placentaloslating (solutio placentae), weeënzwakte, veel bloedverlies na de bevalling (fluxus).

Gezien de mogelijkheid van de bovengenoemde complicaties, worden de zwangerschapscontroles en bevallingen van meerlingzwangerschappen in een ziekenhuis door de gynaecoloog gedaan.
De meeste van bovenstaande complicaties treden op doordat er meer zwangerschapshormonen zijn of simpelweg doordat de tweeling ruimte en voedsel moet delen, maar sommige (TTS) treden uitsluitend op bij eeneiige (monozygote) meerlingen die een moederkoek delen (monochoriaal) en andere (navelstrengverknoping) alleen bij tweelingen die ook nog samen een vruchtzak delen (monoamniotisch).
Het is van groot belang om een meerlingzwangerschap vroeg in de zwangerschap te onderkennen door een echo en na te gaan of ze monochoriaal of dichoriaal is. Vroeg in de zwangerschap is op een echo heel goed te zien welke de chorioniciteit van de tweeling is (zie foto een voorbeeld van een dichoriale tweeling, echografisch te zien door het dikke begin (delta sign) van het tussenschot tussen de beide vruchtzakken bij de baarmoederwand). Deze tweeling kan zowel monozygoot als dizygoot zijn.

## Boeken
- Dorret Boomsma, Tweelingonderzoek. Wat meerlingen vertellen over de mens, VU uitgeverij Vesuvius, 2008, ISBN 9086590802 — ISBN 9789086590803
- Duyvelaaren, A. Geluk, Het tweelingenboek, Kosmos Uitgevers, 2006, ISBN 9789021583259

### Fictie
- De Tweeling is een roman uit 1993 van Tessa de Loo; in 2002 verfilmd door Ben Sombogaart
- De olijke tweeling, reeks van 26 kinderboeken door Arja Peters (1958-1988)
- De dolle tweeling, reeks van 6 boeken over een tweeling die de wildste avonturen beleeft op kostschool, geschreven door Enid Blyton
- Adriaan en Olivier, romanreeks door Leonard Huizinga (1906-1980)